# سیارک ۴۳۰۳
سیارک ۴۳۰۳ (به انگلیسی: 4303 Savitskij، نامگذاری:1973SZ3) چهار هزار و سیصد و سومین سیارک کشف شده‌است که در ۲۵ سپتامبر ۱۹۷۳ کشف شد.
قدر مطلق سیارک برابر ۱۴٫۱۰ است.